# AS進学セミナー
AS進学セミナー(あずしんがくせみなー)は、小学生から大学受験までの学習塾である。通称はアズ。
2014年現在で同名の学習塾は存在するが、設立当初の会社とは別のものが運営している。

## 概要
2006年設立。広島県広島市に本部を置き、広島県・福岡県を中心に島根・名古屋・熊本で展開していた。ASとは「A:アグレッシブ＝前向き・積極性」の素晴らしさ、「S:サプライズ＝自分でもやればできるんだ！」という意味を持っている。2012年まで、以下の様な特徴的な活動を行っていた。
- 学費 - 川元康裕代表は自らの少年時の体験から、人生の目標として、日本全国教育の無償化を掲げており、当塾の学費も、春休み講座は全生徒無料、兄弟で入塾の場合、弟妹の学費を3150円にする等の努力がなされている。
- スポーツ関連
  - 川元代表は、宮崎県日南市出身で、春季キャンプを見て広島カープのファンになり、広島に住んでカープを応援したいという理由だけで広島に本社を置いたと語っている。
  - 2011年から2012年まで、サンフレッチェ広島のユニフォームスポンサー(袖)を務めていた。

1. ↑  “(株)東和工業【メガネプラザ・AS進学セミナー】”.   マイナビ (2014年1月10日). 2014年1月18日閲覧。

## 参考資料
- AS進学セミナー公式 - ウェイバックマシン（2013年6月4日アーカイブ分）
- AS進学セミナーお知らせブログ